# プロ野球 ファミスタ リターンズ
『プロ野球 ファミスタ リターンズ』（プロやきゅう ファミスタ リターンズ）は、バンダイナムコエンターテインメントより2015年10月8日に発売されたニンテンドー3DS用ソフト。
3DSにおけるファミスタシリーズでは4年ぶり第2作。ニンテンドーDS時代から続けてカウントした場合は第5作目。

## 概要
基本的なゲームシステムは前作・DS2011から大きな変更点はなし。
ニンテンドーeショップにて2015年9月18日に無料体験版の配信が開始された。

## 声の出演
- 落合福嗣（声優・中日ドラゴンズ落合博満ゼネラルマネージャーの長男）：ナムコスターズの選手・ピノ役

## モード
メインとなるモードは以下の通りである。この他、打撃・投球・守備・走塁の別に6種類の課題をクリアするトレーニングモードや他のプレイヤーとワイヤレスで対戦する「通信対戦」モード（3DS本体2台につきソフト1本で対戦可能）があるが、前作とは異なりオンライン対戦は2つのモードを搭載。

### ドリームペナント
基本的な進行は前作までと大きく変わらないが、試合の前にナムコキャラクターが登場してボーナスFPやパワースイングの回数倍加などプレイヤーが有利になるよう便宜を図ったり、次の試合で「2点差で勝つ」「完封する」などの一定条件を満たす課題を出すイベントが発生する場合がある。

### ファミスタクエスト
日本列島を架空の敵「メタル星人」の支配から野球で救うモード。
各都道府県ごとに条件を満たした選手のみのオーダーで試合を行う。

### プロ野球ペナントレース
日本野球機構（NPB）加盟の12球団から1チームを選んでリーグ戦120試合・交流戦24試合の合計144試合をプレイするモード。リーグは固定されており、プレイヤーの手で編成することは不可能。実際のペナントレースと同様に、リーグ戦で3位以上になるとクライマックスシリーズに進出し、1Stステージ（2戦先取制）・ファイナルステージ（1位は2戦・2位は3戦先取制）を勝ち抜くと日本シリーズ（4戦先取制）に出場する。

### オープン戦
1試合限定のオープン戦。ドリームペナントと同様にFPが得られる。

## チーム
- パシフィック・リーグ
  - 福岡ソフトバンクホークス
  - 北海道日本ハムファイターズ
  - 千葉ロッテマリーンズ
  - 埼玉西武ライオンズ
  - オリックスバファローズ
  - 東北楽天ゴールデンイーグルス
- セントラル・リーグ
  - 東京ヤクルトスワローズ
  - 読売ジャイアンツ
  - 阪神タイガース
  - 広島東洋カープ
  - 中日ドラゴンズ
  - 横浜DeNAベイスターズ
- オリジナルチーム
  - ナムコスターズ
  - ナムコスターズJr.

## 球場

### NPB12球団の本拠地球場
球場名はゲーム中での表記に従う。参考として、発売の前後にネーミングライツで改称された球場はカッコ内に改称後の名称を表記している。
- 福岡ヤフオク!ドーム
- 西武ドーム（西武プリンスドーム）
- 千葉マリンスタジアム（QVCマリンフィールド）
- 札幌ドーム
- 京セラドーム大阪
- 神戸総合運動公園野球場（ほっともっとフィールド神戸）
- 楽天Koboスタジアム宮城
- ナゴヤドーム
- 阪神甲子園球場
- 東京ドーム
- 明治神宮野球場
- MAZDA Zoom-Zoom スタジアム広島
- 横浜スタジアム

### その他の球場
- ピッカリスタジアム - 1986年発売の第1作より登場しているオーソドックスな人工芝球場。
- かせんじき球場 - 『ファミスタ'88』が初出の、多摩川緑地広場硬式野球場（旧・巨人軍多摩川グラウンド）をモデルとする手狭なグラウンド。
- がいこくパーク - 『ファミスタ'90』に「ふえいふえい」として登場し、『ファミスタオンライン』では「モンスター球場」として登場するフェンウェイ・パークがモデルの球場。レフト側のフェンスが高く、右中間が極端に広い、左右非対称の天然芝球場。